# Курдюмов, Александр Борисович
Алекса́ндр Бори́сович Курдю́мов (род. 26 ноября 1967, Горький) — российский государственный, политический и общественный деятель.
Член Центральной избирательной комиссии Российской Федерации с 19 марта 2021 года. Депутат Государственной Думы Федерального Собрания Российской Федерации IV, V, VI и VII созывов с 7 декабря 2003 по 19 марта 2021. Кандидат экономических наук, доцент. Почётный профессор Университета мировых цивилизаций им. В.В. Жириновского, Современной гуманитарной академии.
Подполковник запаса Вооружённых сил РФ.

## Биография
Родился 26 ноября 1967 года в городе Горький (ныне Нижний Новгород).
Учился в школе № 1 с углубленным изучением немецкого языка.
В 1986 году в 18 лет окончил Горьковский автотранспортный техникум. В том же году был призван на службу в Советскую армию. Проходил службу в Вооружённых силах СССР в частях группы советских войск в Германии, которые находились на территории ГДР. После окончания срочной службы, работал  в комендатуре г. Потсдам, где продолжал выполнять работу военного переводчика.
В 2000 году окончил Волго-Вятскую Академию государственной службы, где получил специальность «государственное и муниципальное управление».
В 1991—1996 годах работал начальником службы безопасности в Институте прикладной физики Академии наук СССР.

### ЛДПР
1 июля 1994 года вступил в ЛДПР. В 1994 году зарегистрировался кандидатом в депутаты в Законодательное Собрание Нижегородской области(от ЛДПР), где на выборах занял второе место на округе. В начале 1996 года в России началась подготовка к выборам президента. В январе 1996 года кандидатом от ЛДПР был выдвинут Владимир Жириновский. 5 апреля Центризбирком зарегистрировал его кандидатом, он начал предвыборную кампанию. Александр Курдюмов стал доверенным лицом кандидата Жириновского. 16 июня состоялся первый тур выборов, на которых Жириновский занял пятое место и завершил кампанию.
В 1998 году — глава нижегородского отделения ЛДПР и помощник депутата Государственной думы.
В начале 1998 года участвовал в выборах мэра Нижнего Новгорода, был выдвинут от ЛДПР. Большинство голосов получил Андрей Климентьев. Однако через пару дней итоги выборов отменили, признав недействительными из-за многочисленных нарушений, а Климентьева арестовали. Новые выборы были назначены на 27 сентября 1998 года и Александр Курдюмов вновь был выдвинут от ЛДПР. Во второй тур вышли Юрий Лебедев (33,82 %) и Дмитрий Бедняков (25,10 %).
В сентябре 1999 года ЛДПР выдвинула два списка кандидатов на выборах депутатов Государственной думы 3 созыва — федеральный и по одномандатным округам. Курдюмов был включён в федеральный список, шёл в региональной группе «Поволжский регион» восьмым номером, после Магомеда Исмаилова, Леонида Маркелова, Николая Пономарева, Александра Филатова, Владимира Гвоздарёва, Вячеслава Киселёва и Александра Балберова. Однако ЦИК отказала в регистрации федерального списка ЛДПР. Вместо него было создано политическое объединение «Блок Жириновского», которое ЦИК зарегистрировала. 29 декабря 1999 года руководитель Нижегородского отделения ЛДПР Александр Курдюмов заявил, что в Нижегородской области блок Жириновского набрал на состоявшихся 19 декабря выборах 6,15 % голосов.
До 2000 года был помощником депутатов Государственной думы РФ от ЛДПР Луизы Гагут, Владимира Пчелкина, Александра Козырева, Алексея Митрофанова и Владимира Жириновского.
В начале 2000 года во время президентских выборов, как доверенное лицо кандидата в Президенты РФ участвовал в избирательной кампании Жириновского. Так в феврале 2000 года отделение собрало в Нижегородской области более 50 тысяч подписей в поддержку выдвижения Жириновского.
Неоднократно возглавлял агитационные поезда ЛДПР, которые за 15 лет объездили всю территорию Российской Федерации.
С 2015 году, по распоряжению Владимира Жириновского, стал первым заместителем руководителя Центрального аппарата ЛДПР (рук. Жириновский), а в 2016 году возглавил федеральный штаб ЛДПР по выборам в Государственную думу РФ VII созыва.
Председатель Центральной контрольно-ревизионной комиссии ЛДПР (с 2015 по 2023 года).
Член Высшего Совета ЛДПР (с 2023 года).
Член Президиума Высшего Совета ЛДПР (с 2023 года).

### В администрации Нижегородской области
10 апреля 2000 года губернатор Нижегородской области Иван Скляров назначил 32-летнего Александра Курдюмова заместителем директора департамента по информатизации администрации Нижегородской области. При этом должность директора была вакантна. Предполагалось, что он будет заниматься «формированием единого интегрированного информационного ресурса, который захватывает проблемы совета безопасности губернатора». В этой связи Курдюмов покинул должность координатора нижегородского отделения ЛДПР. Его сменил Владимир Галюк. Вскоре Курдюмов был назначен директором департамента по информатизации-заместителем губернатора Нижегородской области.

## Государственная дума РФ 4 и 5 созывы
4 созыв (2003)
8 сентября 2003 года на предвыборном съезде ЛДПР был утверждён федеральный список кандидатов в депутаты Государственной думы и список кандидатов в депутаты по одномандатным округам. В партийном списке Александр Курдюмов был первым номером в Приволжской региональной группе. По итогам состоявшихся 7 декабря 2003 года выборов Курдюмов получил мандат депутата. В Государственной Думе РФ четвёртого созыва входил во фракцию ЛДПР. 10 апреля 2004 года Курдюмов был избран координатором нижегородского регионального отделения ЛДПР. Его первым заместителем избран Владимир Галюк, ранее занимавший пост координатора. Курдюмов, комментируя свое назначение, отметил, что данная «рокировка» связана с усилением представительности и влиятельности ЛДПР в Нижегородской области, в связи с предстоящими региональными выборами, в том числе губернаторскими и мэрскими. Тогда же он заявил о намерении принять участие в выборах губернатора Нижегородской области в 2005 году.
В марте 2005 года Курдюмов заявил о возможном участии в выборах мэра Нижнего Новгорода, запланированным 16 октября 2005 года.
5 созыв (2007—2008)
По итогам состоявшихся 2 декабря 2007 года выборов в Государственную думу Курдюмов получил мандат депутата. В Государственной думе пятого созыва входил во фракцию ЛДПР.
Однако в апреле 2008 года Курдюмов заявил о добровольном сложении полномочий депутата Госдумы, мотивировав свое решение тем, что хочет работать в аппарате ЛДПР. 25 апреля Госдума прекратила полномочия Курдюмова. Мандат был передан Денису Давитиашвили, возглавлявшему на выборах архангельский список ЛДПР. Вскоре в ЛДПР заявили, что Курдюмова назначат первым заместителем руководителя центрального аппарата ЛДПР по региональной политике.

### Институт мировых цивилизаций
В мае 2008 года Александр Курдюмов был назначен проректором по общим вопросам Института мировых цивилизаций, частного высшего учебного заведения, учредителями которого являются Владимир Жириновский и ЛДПР.
15 сентября 2008 года учредители Московского института мировых цивилизаций избрали Курдюмова ректором института. На этой должности он проработал до 2011 года.

### Городская Дума Города Нижнего Новгорода (2008)
В 2008—2009 годы депутат Городской думы Нижнего Новгорода 4 созыва. Руководитель фракции ЛДПР.
В 2009 году был включён в резерв управленческих кадров Президента Российской Федерации.

### Заксобрание Нижегородской области (2011)
13 марта 2011 года состоялись выборов депутатов законодательного собрания Нижегородской области 5 созыва. Выборы проходили по смешанной системе. В списке ЛДПР первые места занимали глава партии Владимир Жириновский, координатор Нижегородского отделения Александр Курдюмов, депутат заксобрания Нижегородской области Юрий Старцев. По итогам выборов список получил 12,82 % голосов. Курдюмов был избран депутатом.
31 марта 2011 года на первом заседании заксобрания Курдюмов был избран руководителем фракции ЛДПР, состоящей из трёх депутатов. Также определили, что он будет работать на освобожденной основе.

## Государственная дума РФ 6 и 7 созывы
6 созыв (2011)
По итогам состоявшихся 4 декабря 2011 года выборов в Государственную думу Курдюмов получил мандат депутата ГДРФ шестого созыва. 15 декабря 2011 года законодательное собрание Нижегородской области досрочно прекратило полномочия Александра Курдюмова в связи с избранием в Госдуму.
Летом 2014 года после досрочной отставки губернатора Нижегородской области Валерия Шанцева были назначены выборы губернатора Нижегородской области. Выборы проводились впервые спустя 13 лет после предыдущих. 31 июля Курдюмов был зарегистрирован кандидатом от ЛДПР. Также участвовал и врио губернатора Шанцев от «Единой России». На состоявшихся 14 сентября 2014 года выборах Курдюмов получил 2,62 % голосов. За Шанцева от Единой России проголосовало 86,93 % избирателей, за Бочкарёва от Справедливой России 5,65 %, за Сурайкина от Коммунистов России 2,15 %, за Кузнецова от Патриотов России 0,96 %,за Завьялова от Партии Великое Отечество 0,48 %, за Досаева от партии Гражданская Платформа 0,40 %.
С августа 2015 года по октябрь 2016 года был Первым заместителем руководителя ЦА ЛДПР. 4 февраля 2017 года назначен Председателем ЦКРК ЛДПР.
7 созыв (2016)
Летом 2016 года на выборах в Государственную думу ЛДПР в партийном списке в общефедеральной его части выдвинула 10 кандидатов, максимально возможное количество. Курдюмов был в списке седьмым. По результатам состоявшихся 18 сентября 2016 года выборов список ЛДПР набрал 13,15 % голосов и получил 34 мандата. Курдюмов был избран депутатом Госдумы седьмого созыва.
В Госдуме — первый заместитель председателя Комитета ГД по контролю и регламенту и организации работы Государственной Думы. Член комиссии ГД по контролю за достоверностью декларирования доходов депутатов. Первый заместитель Председателя фракции ЛДПР в Государственной Думе ФС РФ. В 2018 году окончил Институт мировых цивилизаций, получил диплом бакалавра с отличием по направлению Юриспруденция. Кандидат экономических наук. Доцент.
21 сентября 2020 года назначен первым заместителем руководителя фракции ЛДПР в Государственной Думе.

### Центральная избирательная комиссия
17 февраля 2021 года Государственная дума назначила 5 членов нового состава Центризбиркома, среди которых был и Курдюмов, выдвинутый от ЛДПР. Новый состав Центризбиркома из 15 человек был сформирован на срок 5 лет и начал работу в марте 2021 года.
С 19 марта 2021 года стал Курдюмов членом Центральной избирательной комиссии Российской Федерации, в связи с чем 6 апреля  Госудума прекратила полномочия Курдюмова как депутата. А 14 апреля ЦИК передал мандат Курдюмова депутату Госсобрания Якутии от ЛДПР Гаврилу Парахину.

## Законотворческая деятельность
В рамках работы депутатом Государственной думы в IV–VII созывах выступил соавтором 84 законопроектов.

## Санкции
С 9 декабря 2022 года, за поддержку российской военной агрессии против Украины и проведение «референдумов» на оккупированных территориях Украины, находится под санкциями США. Власти страны отмечают что «ЦИК России помогал контролировать фиктивные референдумы, проведённые в районах Украины, контролируемых Россией, которые изобиловали случаями явного принуждения и запугивания избирателей». По аналогичному основанию находится под санкциями Японии, Украины, Австралии и Новой Зеландии.
18 декабря 2023 года попал под санкции стран Евросоюза как ответственный «за организацию незаконных референдумов в 2022 году и незаконных выборов в сентябре 2023 года на оккупированных территориях Украины, пытаясь таким образом узаконить российскую агрессивную войну на этих территориях».

## Награды
- 2006 — Благодарность Председателя Государственной Думы ФС РФ
- 2006 — Юбилейная медаль «100 лет со дня учреждения Государственной Думы в России»
- 2007 — Почётная грамота Государственной Думы ФС РФ
- 2013 — Почётный знак Государственной Думы ФС РФ «За заслуги в развитии парламентаризма»
- 2014 — Почетная грамота Президента Российской Федерации В. В. Путина
- 2014 — Почетная медаль «За возвращение Крыма» Министерства обороны РФ
- 2015 — Юбилейная медаль «70 лет Победы в Великой Отечественной войне 1941—1945 гг» по Указу Президента РФ[29]
- 2016 — Медаль Министерства обороны Российской Федерации «Участнику военной операции в Сирии»[30]
- 2018 — Медаль ордена «За заслуги перед Отечеством» 2 степени
- 2019 — Благодарность Правительства Российской Федерации
- 2020 — Почётный знак Законодательного Собрания Нижегородской области «За Заслуги»[31]
- 2021 — Юбилейная медаль «В память 800-летия Нижнего Новгорода»
- 2022 — Благодарность Президента Российской Федерации
- 2022 — Медаль «За содействие» ЦИК (ЛНР)
- 2023 — Орден Дружбы
- 2023 — Орден «Трудовая слава» I степени (ЛНР)
- 2023 — Благодарность Президента Российской Федерации